# Cour de sûreté de l'État (France)
Pour les autres articles nationaux ou selon les autres juridictions, voir Cour de sûreté de l'État.
La Cour de sûreté de l'État est, dans l'organisation juridictionnelle en France, une ancienne juridiction d'exception qui avait pour but de juger les personnes accusées de porter atteinte à la sûreté de l'État. Elle concernait donc les infractions politiques. Elle fut créée en 1963 à la suite des attentats de l'Organisation de l'armée secrète (OAS) et supprimée en 1981 après l'élection de François Mitterrand à la présidence de la République.

## Juridictions d'exception antérieures
Sous d'autres régimes il y eut la chambre ardente (Ancien Régime), le Tribunal révolutionnaire (Révolution), les commissions militaires (Commune), les cours spéciales napoléoniennes, les cours prévôtales durant la Terreur blanche de 1815 et les années suivantes (Seconde Restauration), les Sections spéciales (Vichy), ou encore les Cours de justice après la Libération.
Sous la Ve République, au cours de la guerre d'Algérie, plusieurs juridictions d'exception temporaires ont été installées pour juger les partisans de l'Algérie française :
- À la suite du putsch des généraux, par application des pleins pouvoirs (article 16 de la constitution), le général de Gaulle a créé deux juridictions en région parisienne : un Haut Tribunal militaire, en avril 1961, et un Tribunal militaire, en mai 1961[2]. Ces deux tribunaux jugeaient les affaires les plus graves : le putsch puis les membres des réseaux de l'Organisation de l'armée secrète.
- En 1962, dans les semaines qui précèdent l'indépendance, deux autres juridictions ont été créées en Algérie : la Cour martiale d'Alger (qui ne prononce que deux condamnations) et le Tribunal de l'ordre public, supprimé en juin 1962.

Pour ne pas avoir condamné à mort le général Raoul Salan le 24 mai 1962, le Haut Tribunal militaire fut dissous deux jours plus tard par une ordonnance. Aussitôt après, une ordonnance du 1er juin 1962 a institué une Cour militaire de justice. Le Conseil d'État, par arrêt du 19 octobre 1962 dit « arrêt Canal », annula cette ordonnance et toutes les décisions de la Cour.

## Création et composition
Il est parfois considéré qu'avec l'arrêt Canal du Conseil d'État d'octobre 1962, le général de Gaulle n'aurait plus eu de tribunal politique pour juger des militants accusés de crimes contre la sûreté de l'État (principalement les membres de l'OAS à l'époque). La création de la Cour de sûreté de l'État, par les lois nos 63-22 et 63-23 du 15 janvier 1963, aurait alors eu pour but de remédier, au plus vite, à cette situation.
Or, cette idée selon laquelle la Cour de sûreté de l'État aurait remplacé la Cour militaire de justice est fausse pour deux raisons :
1. La Cour militaire de justice a continué de fonctionner en parallèle de la Cour de sûreté de l'État. Elle siégea jusqu'en mars 1963, son existence ayant été prolongée les 15 janvier et 20 février 1963 par le Parlement[3]. C'est elle qui a condamné à mort Jean Bastien-Thiry.
2. En réalité, la Cour de sûreté de l'État a remplacé le Tribunal militaire[4], dont l'existence n'a pas été remise en cause par l'arrêt Canal. Le Tribunal militaire, qui a fonctionné sans interruption depuis 1961, était la juridiction qui jugeait le plus d'affaires relatives à la défense de l'Algérie française. Néanmoins, cette juridiction était temporaire. La Cour de sûreté de l'État a résulté de la transformation de cette juridiction temporaire en une juridiction permanente au début de l'année 1963.

La mission de la Cour de sûreté de l'État était de juger, en temps de paix, les crimes et les délits portant atteinte à la sûreté intérieure et extérieure de l'État, comme l'espionnage et le terrorisme. Elle avait compétence sur l'intégralité du territoire national. Elle était constituée de trois magistrats et deux officiers généraux ou supérieurs.

## Suppression
François Mitterrand avait très vivement critiqué la Cour dans son livre Le Coup d'État permanent, publié en 1964, et dans plusieurs de ses articles publiés ensuite. Arrivé au pouvoir par l'élection présidentielle de 1981, il la supprime, à la suite d'un projet de loi de Robert Badinter alors ministre de la Justice. Le projet fut voté par le Sénat le 28 juillet 1981, par l'Assemblée nationale en deuxième lecture le 29 juillet et devint ainsi la loi no 81-737 du 4 août.
L'année suivante, une loi établit que les crimes et délits contre les intérêts fondamentaux de la nation sont jugés par des juridictions de droit commun.
La Cour de sûreté de l'État perdure après 1981 pour juger des militaires ayant commis des crimes et délits.
La cour d'assises spéciale, car spécialement composée de magistrats professionnels (sept en première instance et neuf en appel) est créée en 1982, en remplacement de la Cour de sûreté de l'État.
En 1986, la Cour d'assises de Paris siégeait afin de juger un anarchiste accusé de faits de terrorisme. Celui-ci a rapidement menacé les jurés de représailles, poussant plusieurs d'entre à ne pas revenir le lendemain. Afin de protéger les jurés, le législateur décide alors d'étendre la compétence de la cour d'assises spéciales au jugement des crimes qualifiés de « terroristes ». Cette procédure est un héritage de la Cour de sûreté de l'État. À la différence d'une cour d'assises ordinaire, elle n'est composée que de magistrats professionnels, sans juré, la majorité simple suffit pour condamner, sa compétence est nationale, l'instruction est centralisée et la garde à vue peut être portée à quatre jours. La gauche revenue au pouvoir en 1988, accepte en 1992 cette nouvelle juridiction d'exception et élargit sa compétence au trafic de stupéfiants en bande organisée. La garde à vue est allongée à six jours en 2006.

#### Création
- Loi no 63-22 du 15 janvier 1963, JORF, no 13, 16 janvier 1963, p. 507–508.
- Loi no 63-23 du 15 janvier 1963, JORF, no 13, 16 janvier 1963, p. 508–512.
- Compte-rendu des débats de l'Assemblée nationale :
  - 1re séance du jeudi 3 janvier 1963, JOAN, no 11, 4 janvier 1963, p. 211–225.
  - 2e séance du jeudi 3 janvier 1963, JOAN, no 11, 4 janvier 1963, p. 227–250.
  - 1re séance du vendredi 4 janvier 1963, JOAN, no 12, 5 janvier 1963, p. 251–261.
  - 2e séance du vendredi 4 janvier 1963, JOAN, no 12, 5 janvier 1963, p. 262–288.
  - 3e séance du vendredi 4 janvier 1963, JOAN, no 12, 5 janvier 1963, p. 289–311.

#### Suppression
- Loi no 81-737 du 4 août 1981 portant suppression de la Cour de sûreté de l'État, JORF, no 182, 5 août 1981, p. 2142.
- Dossier législatif sur le site du Sénat.
- Compte-rendu des débats de l'Assemblée nationale :
  - 2e séance du vendredi 17 juillet 1981, JOAN, no 11, 18 juillet 1981, p. 242–264 (1re lecture).
  - 1re séance du mercredi 29 juillet 1981, JOAN, no 16, 30 juillet 1981, p. 471–472 (2e lecture).